# Varanganselkä
Varanganselkä är en del av sjön Livojärvi i Finland. Den ligger i Posio i landskapet Lappland, i den norra delen av landet, 700 km norr om huvudstaden Helsingfors. 